# Lysimachia hemsleyi
Lysimachia hemsleyi är en viveväxtart som beskrevs av Adrien René Franchet. Lysimachia hemsleyi ingår i släktet lysingar, och familjen viveväxter. Inga underarter finns listade i Catalogue of Life.